# NGC 6515
NGC 6515 (również PGC 61167 lub UGC 11071) – galaktyka eliptyczna (E), znajdująca się w gwiazdozbiorze Smoka. Odkrył ją Lewis A. Swift 2 lipca 1884 roku.